# Estado unitário
Um estado unitário é um estado soberano governado como uma entidade única na qual o governo central é a autoridade suprema de um país. O governo central pode criar (ou abolir) divisões administrativas (unidades subnacionais). Essas unidades exercem apenas os poderes que o governo central autorizar delegar. Embora o poder político possa ser delegado aos governos regionais ou locais por lei, o governo central pode revogar os atos dos governos devolvidos ou reduzir (ou expandir) seus poderes. 
No sistema federativo, ao contrário, as assembleias desses estados, que compõem a Federação, têm uma existência constitucional e suas atribuições são determinadas por ela e não podem ser unilateralmente modificadas pelo governo central. Em alguns casos, tais como nos Estados Unidos, é somente o governo federal que tem poderes exclusivos para delegá-lo.
A maioria dos Estados federativos também possui níveis inferiores de governo. Assim, enquanto os Estados Unidos são uma federação, a maioria (se não todos) os seus estados são entes unitários, com condados e outros municípios tendo a sua autoridade devolvida pelas constituições e leis estaduais.
A maioria dos países do mundo é formada por Estados unitários, principalmente porque muitos deles não possuem uma vasta extensão territorial que justifique uma separação de poderes nas suas divisões internas. 

## Exemplos notáveis

Estados unitários
Estados federais

O Reino Unido é um Estado unitário onde o poder central foi parcialmente devolvido às assembleias e parlamentos criados da Escócia, País de Gales e Irlanda do Norte, todos criados entre 1998 e 1999. A República da Irlanda é um Estado unitário sem governos subnacionais. Diferentemente do País de Gales, da Escócia e da Irlanda do Norte, a Inglaterra não tem um ministro de governo ou um ministério exclusivamente responsável por sua administração central. Em vez disso, há vários ministérios do governo, cujas responsabilidades, em alguns casos, também cobrem aspectos de assuntos no País de Gales e na Escócia. Uma rede de dez Departamentos do Governo para as Regiões (Government Offices for the Regions – GOR) é responsável pela implementação de vários programas governamentais nas regiões inglesas.
A China é principalmente um Estado unitário formado com o governo central tendo autoridade direta sobre as províncias e delegando autoridade aos governos provinciais. Contudo, a situação de Hong Kong Região Administrativa Especial (RAE) está aberta ao debate, dependendo da interpretação dada à Lei Fundamental de Hong Kong. A maioria dos estudiosos em leis chinesas argumenta que a Lei Fundamental é puramente uma lei doméstica derivando sua autoridade da Constituição da República Popular da China, neste caso a RAE é um governo devolvido inteiramente consistente com a visão da China como um Estado unitário. Porém, outros argumentam que a Lei Fundamental deriva sua autoridade diretamente da Declaração conjunta sino-britânica, e neste caso é possível considerá-la como uma constituição, implicando em um relacionamento federativo entre a China e Hong Kong e colocando a China na categoria de sistema híbrido. Considerações similares dizem respeito à RAE de Macau.
A Índia é essencialmente um Estado federativo, mas o controvertido Artigo 356 de sua constituição admite que um governador possa dissolver um governo estadual.

### Lista de Estados unitários
- Afeganistão
- África do Sul
- Albânia
- Armênia
- Arábia Saudita
- Argélia
- Aruba
- Angola
- Bangladexe
- Benim
- Bolívia
- Botsuana
- Brunei
- Bulgária
- Burquina Fasso
- Burundi
- Butão
- Cabo Verde
- Camarões
- Camboja
- Catar
- Cazaquistão
- Chade
- Chile
- China
- Chipre
- Cidade do Vaticano
- Colômbia
- República do Congo
- República Democrática do Congo
- Coreia do Norte
- Coreia do Sul
- Costa do Marfim
- Costa Rica
- Croácia
- Cuba
- Dinamarca
- Dominica
- Egito
- El Salvador
- Equador
- Eritreia
- Eslováquia
- Eslovênia
- Essuatíni
- Estônia
- Filipinas
- Finlândia
- França
- Gabão
- Gâmbia
- Gana
- Geórgia
- Granada
- Grécia
- Guatemala
- Guiana
- Guiné
- Guiné-Bissau
- Guiné Equatorial
- Haiti
- Honduras
- Hungria
- Iêmen
- Fiji
- Ilhas Marshall
- Ilhas Salomão
- Indonésia
- Irã
- Iraque
- Irlanda
- Islândia
- Israel
- Itália
- Jamaica
- Japão
- Jibuti
- Jordânia
- Laos
- Lesoto
- Letônia
- Líbano
- Libéria
- Líbia
- Listenstaine
- Lituânia
- Luxemburgo
- Macedônia do Norte
- Madagascar
- Maláui
- Maldivas
- Mali
- Malta
- Marrocos
- Maurício
- Mauritânia
- Mianmar
- Moçambique
- Moldávia
- Mônaco
- Mongólia
- Montenegro
- Namíbia
- Nauru
- Nicarágua
- Nigéria
- Noruega
- Nova Zelândia[4]
- Omã
- Países Baixos
- Palau
- Panamá
- Papua-Nova Guiné
- Paraguai
- Peru
- Polônia
- Portugal
- Quaite
- Quênia
- Quirguistão
- Quiribáti
- Reino Unido
- República Centro-Africana
- República Dominicana
- Romênia
- Ruanda
- Samoa
- São Marino
- Santa Lúcia
- São Cristóvão e Neves
- São Tomé e Príncipe
- São Vicente e Granadinas
- Seicheles
- Senegal
- Serra Leoa
- Sérvia
- Singapura
- Síria
- Somália
- Seri Lanca
- Suécia
- Suriname
- Tailândia
- Taiwan (República da China)
- Tajiquistão
- Tanzânia
- Tchéquia
- Timor-Leste
- Togo
- Tonga
- Trindade e Tobago
- Tunísia
- Turquia
- Turquemenistão
- Tuvalu
- Ucrânia
- Uganda
- Uruguai
- Uzbequistão
- Vanuatu
- Vietnã
- Zâmbia
- Zimbábue

## Estado devolvido
Um "Estado devolvido" é uma forma bastante comum de Estado unitário que delega às regiões amplos poderes, mas o governo central reserva-se o direito de retirar esses poderes quando este quiser. Os poderes das regiões são, portanto, mantidos inteiramente a prazer do governo central.
No modelo de Estado devolvido, as entidades regionais têm seus governos próprios e podem ter suas próprias leis, e tipicamente praticam um alto grau de decisões autônomas. Desta maneira, eles aproximam-se muito do modelo federativo. Contudo, o Estado ainda é unitário e as entidades subnacionais (diferentemente de uma federação) não possuem qualquer direito constitucional para desafiar a legislação nacional ou preservar seus poderes. Dependendo da exata condição legal dos poderes devolvidos, as leis das entidades subnacionais podem ser anuladas, ou terem restringido seus poderes de legislar, por uma lei ordinária do governo nacional, ou por uma simples decisão do líder do governo. O Reino Unido é um bom exemplo disso: a Escócia tem um alto grau de autonomia na criação de leis, porém, a Escócia não tem nenhum direito para desafiar a constitucionalidade da legislação nacional do Reino Unido e as leis escocesas podem ser anuladas, e os poderes do parlamento escocês revogado ou reduzido, por um ato do parlamento nacional ou uma decisão do Primeiro-ministro. No caso da Irlanda do Norte, os poderes devolvidos da região foram suspensos por uma simples decisão do governo em diversas ocasiões. Apesar disso, o Reino Unido ainda é um Estado unitário, mesmo tendo na prática uma superficial aparência de Estado federativo.
A devolução (assim como na Federação) pode ser simétrica (todas as regiões têm os mesmos poderes e importância) ou assimétrica (as regiões têm variações em seus poderes e importância). A devolução no Reino Unido é assimétrica.